# Tanque Uresti
Tanque Uresti är en ort i Mexiko.   Den ligger i kommunen San Luis Potosí och delstaten San Luis Potosí, i den centrala delen av landet, 400 km nordväst om huvudstaden Mexico City. Tanque Uresti ligger 1 832 meter över havet och antalet invånare är 137.
Terrängen runt Tanque Uresti är en högslätt. Runt Tanque Uresti är det tätbefolkat, med 570 invånare per kvadratkilometer. Närmaste större samhälle är San Luis Potosí, 16,9 km söder om Tanque Uresti. Trakten runt Tanque Uresti består till största delen av jordbruksmark.